# Universiadas
Los Juegos Universitarios o Universiadas son los eventos deportivos internacionales que reúnen a los atletas universitarios de todo el planeta. Las Universiadas son organizadas por la Federación Internacional de Deporte Universitario (FISU). La palabra "Universiada" proviene de la combinación de las palabras "Universidad" y "Olimpiadas", también se utilizan términos más correctos como Juegos Mundiales Universitarios o Juegos Mundiales de Estudiantes, aunque actualmente su uso es frecuente en competiciones estudiantiles no universitarias.
Los deportes que se practican en los Juegos Universitarios de verano son: fútbol, clavados, atletismo, baloncesto, gimnasia, esgrima, yudo, lucha, tiro, waterpolo, taekwondo, tenis, vóleibol, vela y natación. Por su parte, en las Universiadas de Invierno se practican: esquí alpino, cross-country, salto en esquí, combinado nórdico, biatlón, snowboard, curling, patinaje artístico, patinaje de velocidad y hockey sobre hielo. 

## Juegos Mundiales de Estudiantes (Pre-Universiadas)
Un "Campeonato Internacional de Universidades" se celebró por vez primera en 1923 promovido por la Union Nationale des Étudiants de France (UNEF). Los Juegos Mundiales de Estudiantes de Verano empezaron a celebrarse oficialmente a partir de 1924 y eran organizados por la Confédération Internationale des Étudiants (CIE), en 1930 fueron renombrados y pasaron a denominarse Juegos Universitarios Internacionales. En 1949 se decidió que se celebrarían cada dos años con el nombre de Semana Universitaria Internacioanal de Deportes de Verano, organizado por la Fédération Internationale du Sport Universitaire (FISU), empezaron a llamarse Juegos Mundiales de Estudiantes a partir de 1957. El término Universiadas fue utilizado por primera vez en los juegos de Turín 1959.

## Juegos Mundiales de Estudiantes (UIE)
Los primeros Juegos Mundiales de Estudiantes oficiales se celebraron en 1924 y fueron organizados por la Fédération Internationale du Sport Universitaire (FISU) desde 1949. Un evento alternativo fue organizado por la Union Internationale des Étudiants (UIE) desde 1947 hasta 1962, incluyendo unos juegos no oficiales en 1954.

## Universiadas
| Año                    | Edición                | Sede                   | Sede                   |                          |                          |                          |                          |  |  |
| Universiadas de verano | Universiadas de verano | Universiadas de verano | Universiadas de verano |                          |                          |                          |                          |  |  |
| 1959                   | I Universiada          |                        |                        |                          |                          |                          |                          |  |  |
| 1959                   | I Universiada          |                        | Año                    | Edición                  | Sede                     | Sede                     |                          |  |  |
| 1959                   | I Universiada          | Turín                  | Italia                 | Universiadas de invierno | Universiadas de invierno | Universiadas de invierno | Universiadas de invierno |  |  |
| 1961                   | II Universiada         |                        |                        | 1960                     | I Universiada            |                          |                          |  |  |
| 1961                   | II Universiada         | Sofía                  | Bulgaria               | 1960                     | I Universiada            | Chamonix                 | Francia                  |  |  |
| 1963                   | III Universiada        |                        |                        | 1962                     | II Universiada           |                          |                          |  |  |
| 1963                   | III Universiada        | Porto Alegre           | Brasil                 | 1962                     | II Universiada           | Villars                  | Suiza                    |  |  |
| 1965                   | IV Universiada         |                        |                        | 1964                     | III Universiada          |                          |                          |  |  |
| 1965                   | IV Universiada         | Budapest               | Hungría                | 1964                     | III Universiada          | Špindlerův Mlýn          | Checoslovaquia           |  |  |
| 1967                   | V Universiada          |                        |                        | 1966                     | IV Universiada           |                          |                          |  |  |
| 1967                   | V Universiada          | Tokio                  | Japón                  | 1966                     | IV Universiada           | Sestriere                | Italia                   |  |  |
| 1970                   | VI Universiada         |                        |                        | 1968                     | V Universiada            |                          |                          |  |  |
| 1970                   | VI Universiada         | Turín                  | Italia                 | 1968                     | V Universiada            | Innsbruck                | Austria                  |  |  |
| 1973                   | VII Universiada        |                        |                        | 1970                     | VI Universiada           |                          |                          |  |  |
| 1973                   | VII Universiada        | Moscú                  | Unión Soviética        | 1970                     | VI Universiada           | Rovaniemi                | Finlandia                |  |  |
| 1975                   | VIII Universiada       |                        |                        | 1972                     | VII Universiada          |                          |                          |  |  |
| 1975                   | VIII Universiada       | Roma                   | Italia                 | 1972                     | VII Universiada          | Lake Placid              | Estados Unidos           |  |  |
| 1977                   | IX Universiada         |                        |                        | 1975                     | VIII Universiada         |                          |                          |  |  |
| 1977                   | IX Universiada         | Sofía                  | Bulgaria               | 1975                     | VIII Universiada         | Livigno                  | Italia                   |  |  |
| 1979                   | X Universiada          |                        |                        | 1978                     | IX Universiada           |                          |                          |  |  |
| 1979                   | X Universiada          | Ciudad de México       | México                 | 1978                     | IX Universiada           | Špindlerův Mlýn          | Checoslovaquia           |  |  |
| 1981                   | XI Universiada         |                        |                        | 1981                     | X Universiada            |                          |                          |  |  |
| 1981                   | XI Universiada         | Bucarest               | Rumania                | 1981                     | X Universiada            | Jaca                     | España                   |  |  |
| 1983                   | XII Universiada        |                        |                        | 1983                     | XI Universiada           |                          |                          |  |  |
| 1983                   | XII Universiada        | Edmonton               | Canadá                 | 1983                     | XI Universiada           | Sofía                    | Bulgaria                 |  |  |
| 1985                   | XIII Universiada       |                        |                        | 1985                     | XII Universiada          |                          |                          |  |  |
| 1985                   | XIII Universiada       | Kōbe                   | Japón                  | 1985                     | XII Universiada          | Belluno                  | Italia                   |  |  |
| 1987                   | XIV Universiada        |                        |                        | 1987                     | XIII Universiada         |                          |                          |  |  |
| 1987                   | XIV Universiada        | Zagreb                 | Yugoslavia             | 1987                     | XIII Universiada         | Štrbské Pleso            | Checoslovaquia           |  |  |
| 1989                   | XV Universiada         |                        |                        | 1989                     | XIV Universiada          |                          |                          |  |  |
| 1989                   | XV Universiada         | Duisburg               | Alemania               | 1989                     | XIV Universiada          | Sofía                    | Bulgaria                 |  |  |
| 1991                   | XVI Universiada        |                        |                        | 1991                     | XV Universiada           |                          |                          |  |  |
| 1991                   | XVI Universiada        | Sheffield              | Reino Unido            | 1991                     | XV Universiada           | Sapporo                  | Japón                    |  |  |
| 1993                   | XVII Universiada       |                        |                        | 1993                     | XVI Universiada          |                          |                          |  |  |
| 1993                   | XVII Universiada       | Búfalo                 | Estados Unidos         | 1993                     | XVI Universiada          | Zakopane                 | Polonia                  |  |  |
| 1995                   | XVIII Universiada      |                        |                        | 1995                     | XVII Universiada         |                          |                          |  |  |
| 1995                   | XVIII Universiada      | Fukuoka                | Japón                  | 1995                     | XVII Universiada         | Jaca                     | España                   |  |  |
| 1997                   | XIX Universiada        |                        |                        | 1997                     | XVIII Universiada        |                          |                          |  |  |
| 1997                   | XIX Universiada        | Sicilia                | Italia                 | 1997                     | XVIII Universiada        | Muju                     | Corea del Sur            |  |  |
| 1999                   | XX Universiada         |                        |                        | 1999                     | XIX Universiada          |                          |                          |  |  |
| 1999                   | XX Universiada         | Palma de Mallorca      | España                 | 1999                     | XIX Universiada          | Poprad Tatry             | Eslovaquia               |  |  |
| 2001                   | XXI Universiada        |                        |                        | 2001                     | XX Universiada           |                          |                          |  |  |
| 2001                   | XXI Universiada        | Pekín                  | China                  | 2001                     | XX Universiada           | Zakopane                 | Polonia                  |  |  |
| 2003                   | XXII Universiada       |                        |                        | 2003                     | XXI Universiada          |                          |                          |  |  |
| 2003                   | XXII Universiada       | Daegu                  | Corea del Sur          | 2003                     | XXI Universiada          | Tarvisio                 | Italia                   |  |  |
| 2005                   | XXIII Universiada      |                        |                        | 2005                     | XXII Universiada         |                          |                          |  |  |
| 2005                   | XXIII Universiada      | Esmirna                | Turquía                | 2005                     | XXII Universiada         | Innsbruck                | Austria                  |  |  |
| 2007                   | XXIV Universiada       |                        |                        | 2007                     | XXIII Universiada        |                          |                          |  |  |
| 2007                   | XXIV Universiada       | Bangkok                | Tailandia              | 2007                     | XXIII Universiada        | Turín                    | Italia                   |  |  |
| 2009                   | XXV Universiada        |                        |                        | 2009                     | XXIV Universiada         |                          |                          |  |  |
| 2009                   | XXV Universiada        | Belgrado               | Serbia                 | 2009                     | XXIV Universiada         | Harbin                   | China                    |  |  |
| 2011                   | XXVI Universiada       |                        |                        | 2011                     | XXV Universiada          |                          |                          |  |  |
| 2011                   | XXVI Universiada       | Shenzhen               | China                  | 2011                     | XXV Universiada          | Erzurum                  | Turquía                  |  |  |
| 2013                   | XXVII Universiada      |                        |                        | 2013                     | XXVI Universiada         |                          |                          |  |  |
| 2013                   | XXVII Universiada      | Kazán                  | Rusia                  | 2013                     | XXVI Universiada         | Trentino                 | Italia                   |  |  |
| 2015                   | XXVIII Universiada     |                        |                        | 2015                     | XXVII Universiada        |                          |                          |  |  |
| 2015                   | XXVIII Universiada     | Gwangju                | Corea del Sur          | 2015                     | XXVII Universiada        | Granada                  | España                   |  |  |
| 2017                   | XXIX Universiada       |                        |                        | 2017                     | XXVIII Universiada       |                          |                          |  |  |
| 2017                   | XXIX Universiada       | Taipéi                 | China Taipéi           | 2017                     | XXVIII Universiada       | Almaty                   | Kazajistán               |  |  |
| 2019                   | XXX Universiada        |                        |                        | 2019                     | XXIX Universiada         |                          |                          |  |  |
| 2019                   | XXX Universiada        | Nápoles                | Italia                 | 2019                     | XXIX Universiada         | Krasnoyarsk              | Rusia                    |  |  |
| 2022                   | XXXI Universiada       |                        |                        | 2021                     | XXX Universiada          |                          |                          |  |  |
| 2022                   | XXXI Universiada       | Chengdu                | China                  | 2021                     | XXX Universiada          | Lucerna                  | Suiza                    |  |  |
| 2023                   | XXXII Universiada      |                        |                        | 2023                     | XXXI Universiada         |                          |                          |  |  |
| 2023                   | XXXII Universiada      | Ekaterimburgo          | Rusia                  | 2023                     | XXXI Universiada         | Lake Placid              | Estados Unidos           |  |  |
| 2025                   | XXXIII Universiada     |                        |                        | 2025                     | XXXII Universiada        |                          |                          |  |  |
| 2025                   | XXXIII Universiada     | Rin-Ruhr               | Alemania               | 2025                     | XXXII Universiada        | Turín                    | Italia                   |  |  |
| ---------------------- | ---------------------- | ---------------------- | ---------------------- | ------------------------ | ------------------------ | ------------------------ | ------------------------ |  |  |